# さきっちょ☆
『ちょこっとだけ最先端バラエティー さきっちょ☆』（ちょこっとだけさいせんたんバラエティー さきっちょ）は、毎週火曜日の深夜にテレビ朝日で放送されていたテレビ番組。

## 概要
- 現在開発中の技術や、まだ発売されていない商品など、最先端のさらにちょっと先にある「さきっちょ☆」なモノを紹介していく番組。
- 番組のスポンサーAmeba Piggと完全リンク。
  - 番組放送中にアメピグ・テレ朝ランド内にある「さきっちょブース」にてPiggキャラの「さきっちょガール」とチャットができる。

2011年10月4日からドラマ『私のホストちゃん〜しちにんのホスト〜』が開始されるのに伴い、本番組は9月27日で終了した。

## 出演

### スタジオ出演者
- MC
  - 設楽統（バナナマン）
  - VERBAL（m-flo）
- 進行
  - 竹内由恵（テレビ朝日アナウンサー） - 2010年11月2日放送分から
- 準レギュラー
  - 高橋健一（キングオブコメディ） - 2011年8月23日放送分のロケにて決定も最終回まで出演することはなかった。

### 番組リポーター
- さきっちょガール
  - 中上真亜子
  - 瀧口友里奈 - 2010年6月22日放送分から
  - 伊藤れいこ[2] - 11月2日放送分から
  - 野村麻衣 - 2011年5月から

### 過去出演者
- 進行
  - 加藤真輝子（テレビ朝日アナウンサー） - 2010年5月から同年10月26日まで[3]

- 番組リポーター（さきっちょガール）
  - 西川さち - 2010年5月から2011年3月まで
  - 藤井晴香[4] - 2010年10月23日SP放送分から2011年3月まで

## コーナー
- ○○のさきっちょ
  - 主に商品や大学で開発・研究した“モノ”の最先端のちょっと先を紹介。
  - (稀に)芸人の未公開ネタも披露。

- 検証○○
  - 「○○のさきっちょ」で紹介したのを「さきっちょガール」が実際に検証体験。

- さきっちょ☆ニュース
  - 主にテレ朝関連の告知等

## 特別番組
- 2010年10月23日24:30-25:25のドスペ2枠にて「ちょこっとだけ最先端バラエティー　さきっちょ☆　マル秘拡大スペシャル」を放送。
  - 番組自体は「SP」を前編、3日後（10月26日）の通常放送を後編とした構成だった。
    - 系列局にて特番のネット放送は、KBCテレビにて2010年11月14日深夜25:25から放送。[5]

## スタッフ
- ナレーション：清水俊輔(テレビ朝日アナウンサー)
- 構成：加藤淳一郎、興津豪乃
- リサーチ：アイヴリックスタジオ
- 編集：田中康輔(東洋レコーディング)
- MA：林壮樹(東洋レコーディング)
- 効果・選曲：鈴木路子(TSP)
- 美術：廣澤陽子(テレビ朝日クリエイト)
- 技術：廣瀬義幸(テイクシステムズ)
- 技術協力：サイバーエージェント
- 宣伝：樽井勝弘
- 編成：吉川大輔
- ライツプロデュース：岩崎浩
- 制作：宮本博行、辻智博、川尻幸一
- ディレクター：綿部裕基、植木光雄、山中伸二、浜田、浜田吉識、海江田裕也
- プロデューサー：奥村彰浩、藤本幸子、萩原英樹、斉藤充
- 制作協力：JCTV
- 制作著作：テレビ朝日

## 放送局

### 2010年5月〜2011年3月
| 放送対象地域 | 放送局              | 系列           | 放送日時                                    | 備考                |
| ------------ | ------------------- | -------------- | ------------------------------------------- | ------------------- |
| 関東広域圏   | テレビ朝日（EX）    | テレビ朝日系列 | 火曜 25:21 - 25:51                          | 制作局              |
| 福岡県       | 九州朝日放送（KBC） | テレビ朝日系列 | 火曜 25:20 - 25:50 (実質、テレ朝と同時放送) | 7月6日から放送開始  |
| 福島県       | 福島放送（KFB）     | テレビ朝日系列 | 火曜 25:20 - 25:50 (実質、テレ朝と同時放送) | 10月5日から放送開始 |

### 2011年4月〜番組終了まで
| 放送対象地域     | 放送局              | 系列           | 放送日時           | 備考 |
| ---------------- | ------------------- | -------------- | ------------------ | --- |
| 関東広域圏       | テレビ朝日（EX）    | テレビ朝日系列 | 火曜 25:51 - 26:21 | 制作局 |
| 福岡県           | 九州朝日放送（KBC） | テレビ朝日系列 | 火曜 25:50 - 26:20 | 実質、テレ朝と同時放送                                                                                         |
| 福島県           | 福島放送（KFB）     | テレビ朝日系列 | 火曜 25:50 - 26:20 | 実質、テレ朝と同時放送                                                                                         |
| 日本全域(CS放送) | テレ朝チャンネル    | テレビ朝日系列 | 日曜23:00 - 23:30  | 2011年4月10日から放送開始 テレ朝チャンネルの番組名は 地上波タイトル名の後に SOCIAL COMMUNICATION CHANNELが付く |